# Джонс, Лесли
Лесли Джонс (англ. Leslie Jones, род. 7 сентября 1967) — американская комедийная актриса и сценаристка.

## Биография
Джонс родилась в Мемфисе, штат Теннесси. Она выросла в Лос-Анджелесе, куда переехали её родители, получив работу. Находясь в Калифорнии, она обучалась по баскетбольной стипендии в Чепменском университете, а затем окончила Государственный университет Колорадо в Форт-Коллинсе. Во время обучения она решила переквалифицироваться в стендап комика, после нескольких выступлений, а затем начала регулярно работать в клубах, чтобы свести концы с концами. Вскоре она переехала в Нью-Йорк, где участвовала в комедийном шоу BET ComicView. Её дебют на сцене клуба The Comedy Store оказался провальным, так как она была освистана аудиторией и три последующих года не выступала, работая над навыками сценариста комедии.
С конца 1990-х Джонс начала брать на себя небольшие роли в кинофильмах «Без вины виноватый» (1998), «Национальная безопасность» (2003), «Мальчишник» (2003) и «Лотерейный билет» (2010). Её прорыв произошёл в 2014 году, когда она была нанята как сценарист в комедийное шоу NBC Saturday Night Live. Джонс таким образом стала лишь шестым темнокожим сценаристом в истории шоу. В октябре 2014 года она была повышена до актёрского состава. Прорыв с шоу привёл её к ролям в фильмах «Топ-5» (2014) и «Зачинщики» (2015).
В январе 2015 года Джонс получила одну из центральных ролей в перезагрузке фильма «Охотники за привидениями» режиссёра Пола Фига, где также снимаются Мелисса Маккарти, Кристен Уиг и Кейт Маккиннон; фильм вышел на экраны 22 июля 2016 года.

## Фильмография
| Год       |     | Русское название                         | Оригинальное название                | Роль                           |
| --------- | --- | ---------------------------------------- | ------------------------------------ | ------------------------------ |
| 1998      | кор | —                                        | Sploosh                              | н/д                            |
| 1998      | кор | —                                        | Does That Make Me a Bad Person?      | Мэрилин                        |
| 2000      | тф  | Русалочка                                | Mermaid                              | секретарь                      |
| 2000      | кор | —                                        | A Feeling Called Glory               | медсестра                      |
| 2003      | ф   | Национальная безопасность                | National Security                    | Бритни                         |
| 2003      | ф   | Мальчишник                               | A Guy Thing                          | сотрудница отдела продаж       |
| 2004      | с   | Подруги                                  | Girlfriends                          | Мейбл                          |
| 2006      | в   | РЕПО                                     | Repos                                | Лей Ла                         |
| 2007      | ф   | —                                        | Gangsta Rap: The Glockumentary       | Мамма Рэг                      |
| 2007      | с   | —                                        | American Body Shop                   | Рошанда Вашингтон              |
| 2008      | в   | —                                        | Internet Dating                      | слишком сладкая Джонс          |
| 2010      | ф   | Лотерейный билет                         | Lottery Ticket                       | Таша                           |
| 2010      | ф   | Компания, которую мы стараемся сохранить | The Company We Keep                  | Беверли Блю                    |
| 2010      | ф   | —                                        | Something Like a Business            | Венити                         |
| 2012      | тф  | —                                        | Russell Simmons Presents: The Ruckus | н/д                            |
| 2012      | ф   | Домашний арест                           | House Arrest                         | начальница                     |
| 2012      | с   | —                                        | Daddy Knows Best                     | злая женщина                   |
| 2013      | с   | Салливан и сын                           | Sullivan & Son                       | Бобби                          |
| 2013      | с   | Лига                                     | The League                           | посетительница уроков стендапа |
| 2014      | с   | Трудоголики                              | Workaholics                          | Линетт                         |
| 2014      | ф   | Пятёрка лидеров                          | Top Five                             | Лиза                           |
| 2014—2015 | с   | —                                        | Saturday Night Live: Cut For Time    | Перл / МС / женщина            |
| 2014—2019 | с   | Субботним вечером в прямом эфире         | Saturday Night Live                  | разные персонажи               |
| 2015      | ф   | Девушка без комплексов                   | Trainwreck                           | злая начальница метро          |
| 2015      | мс  | Крутые                                   | The Awesomes                         | н/д                            |
| 2016      | с   | Чёрный список                            | The Blacklist                        | болтливая женщина              |
| 2016      | ф   | Охотники за привидениями                 | Ghostbusters                         | Пэтти Толан                    |
| 2016      | мф  | Зверопой                                 | Sing                                 | мама Мины                      |
| 2016      | ф   | Зачинщики                                | Masterminds                          | Скэнлон                        |
| 2017      | ф   | Моя безумная семья                       | We Are Family                        | Лесли, водитель                |
| 2018      | с   | Кевин спасёт мир. Если получится         | Kevin (Probably) Saves the World     | Синди                          |
| 2019      | мф  | Angry Birds 2 в кино                     | Angry Birds Movie 2                  | Зета                           |
| 2021      | ф   | Поездка в Америку 2                      | Coming 2 America                     | Мэри Джансон                   |